# Festival des Places
 (juillet 2025).
Motif : l'utilisateur qui a apposé ce bandeau n'a pas précisé le motif de la pose.
- Archive Wikiwix
- Bing
- Cairn
- DuckDuckGo
- E. Universalis
- Gallica
- Google
- G. Books
- G. News
- G. Scholar
- Persée
- Qwant
- (zh) Baidu
- (ru) Yandex

| 1. | Préciser le motif de la pose du bandeau. | Précisez le motif de la pose du bandeau en utilisant la syntaxe suivante : {{admissibilité à vérifier\|date=août 2025\|motif=remplacez ce texte par le motif}}                           |
| 2. | Informer les utilisateurs concernés.     | Pensez à avertir le créateur de l'article, par exemple, en insérant le code ci-dessous sur sa page de discussion : {{subst:avertissement admissibilité à vérifier\|Festival des Places}} |

 (juillet 2025).
Le Festival des Places est un festival artistique et citoyen pluridisciplinaire organisé chaque année à Paris par le Théâtre de la Ville, en partenariat avec la Ville de Paris. Il se déroule chaque week-end, de mai à octobre, dans différents quartiers de la capitale, notamment sur la Place du Châtelet.

## Historique
La première édition du festival a lieu à l'automne 2023 à l'occasion de la célébration de la réouverture du Théâtre de la Ville, dirigé par Emmanuel Demarcy-Mota, en rénovation depuis 2017. L'évènement s'appelle alors le "Festival de la Place", et transforme la Place du Châtelet en « scène à ciel ouvert », accueillant spectacles vivants, ateliers participatifs, concerts, performances et activités sportives.
À l'occasion de l'édition 2025, l'évènement est renommé "Festival des Places" et s'étend non plus seulement sur la Place du Châtelet, mais sur divers lieux à travers tout Paris comme la Place d'Italie, le Square de la Tour Saint-Jacques, le Jardin Villemin ou encore la Place des Tirailleurs sénégalais dans le 18ème arrondissement.
Il vise à restaurer la fonction historique des places comme lieux de dialogue, de transmission et de partage, en mettant l’accent sur la gratuité, l’accessibilité à tous les publics.

## Programmation
Le festival étant pluridisciplinaire, sa programmation est large, s'articulant principalement autour de la danse contemporaine - notamment marqué par une proximité avec les oeuvres de Pina Bausch et du Tantztheater Wuppertal, -, la musique, le théâtre et les arts du cirque, mais aussi le sport via des collaborations avec le Paris Université Club.
On retrouve parmi la programmation des différentes éditions le Ballet Preljocaj, le ballet de l'Opéra National du Rhin, Lisandro Cuxi, Israel Galvan, (La)Horde, mais également des personnalités publiques comme Elisabeth Moreno.

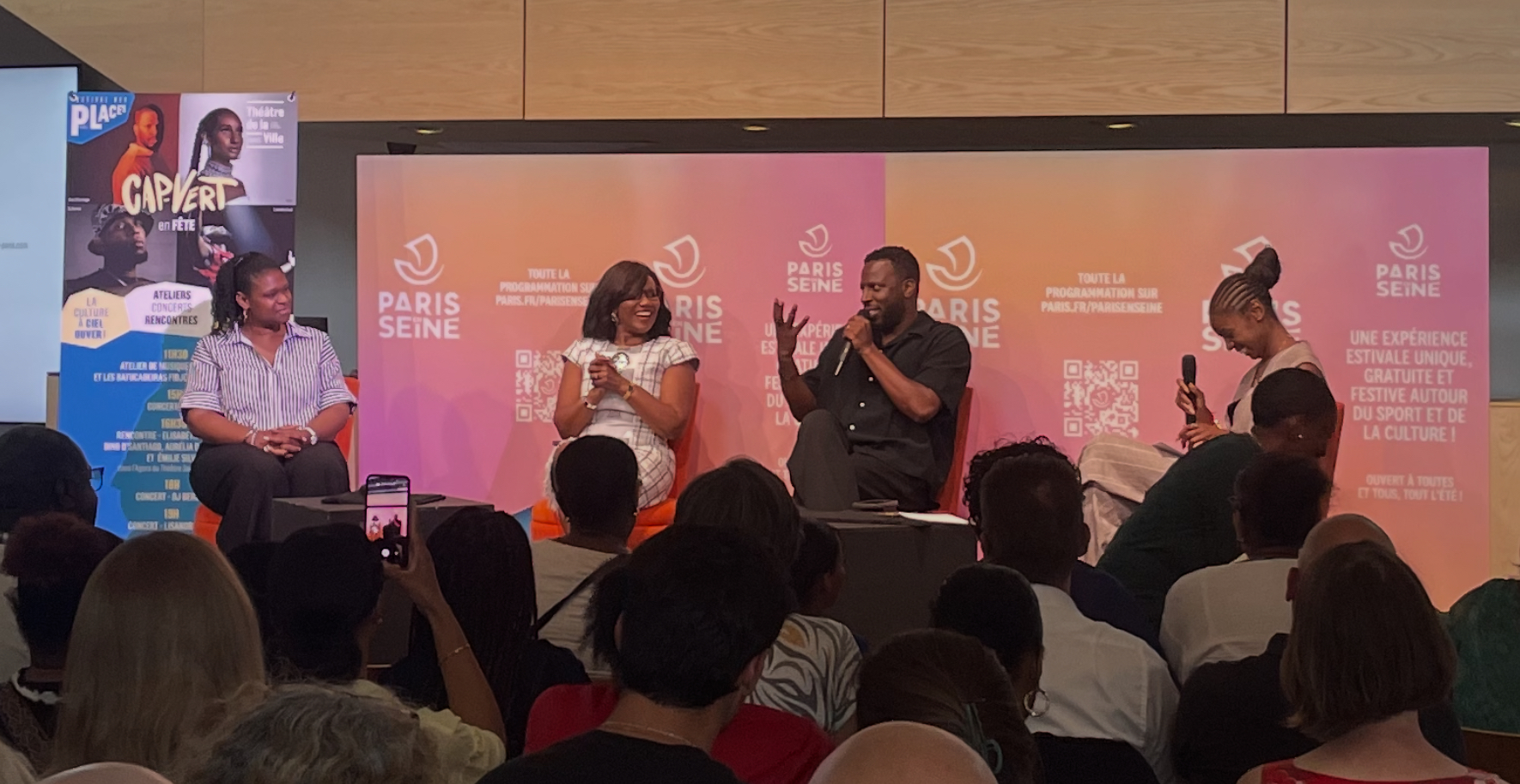
Une conférence en présence d'Élisabeth Moreno et de Dino D'Santiago dans le cadre du week-end "Cinquantième anniversaire de l'indépendance du Cap-Vert" par le Festival des Places.

## Organisation
Le festival est organisé par les équipes du Théâtre de la Ville, avec l’appui logistique et financier de la Mairie de Paris et des mairies d’arrondissement concernées.

## Festival des Places 2025
| Date            | Titre du week-end                        | Programmation | Emplacement                                                                                                  |
| --------------- | ---------------------------------------- | --- | --- |
| 3–4 mai 2025    | Week-end inaugural                       | Ateliers de danse (Preljocaj, Israel Galván), répétitions publiques, jonglage (Gandini Juggling), conférences (Ailton Krenak), DJ set & skateboard | Place du Châtelet                                                                                            |
| 10 mai 2025     | Place à la danse                         | Nelken Line (Pina Bausch), artistes Hofesh Shechter, krump, concert sur place                                                                      | Place du Châtelet                                                                                            |
| 24–25 mai 2025  | Place aux cultures du monde              | Danses boukhari, bal ouzbek, lectures & concerts                                                                                                   | Place du Châtelet                                                                                            |
| 7–8 juin 2025   | Place en fête                            | Atelier Ballet Preljocaj Junior, performance freestyle (Yoko Omori), hip‑hop australien, sieste musicale                                           | Place du Châtelet                                                                                            |
| 15 juin 2025    | Traversez Paris en dansant!              | Grande traversée dansée (Nelken Line) de Châtelet à Tirailleurs sénégalais avec Tanztheater Wuppertal,                                             | Place du Châtelet, Mairie de Paris Centre, Jardin Villemin, Jardins d'Éole, Place des Tirailleurs Sénégalais |
| 22 juin 2025    | Place au sport, aux arts et à la musique | Tournoi de street‑football, DJ set, démonstrations de foot‑freestyle, concert Papatef sur place du Châtelet                                        | Place du Châtelet                                                                                            |
| 28-29 juin 2025 | Place au show & Place d'Italie en fête   | Atelier danse (Ballet de l’Opéra national du Rhin), Gandini Juggling, Colectivo Glovo, Mange Bal                                                   | Place du Châtelet, Place d'Italie                                                                            |
| 5 juillet 2025  | Journée Cap‑Vert                         | Célébration du 50ᵉ anniversaire de l’indépendance cap-verdienne                                                                                    | Place du Châtelet                                                                                            |